# Friese Pers Boekerij
De Friese Pers Boekerij is een Nederlandse uitgeverij die gevestigd is in Leeuwarden.
De Friese Pers Boekerij werd opgericht in 1978 en geeft Friestalige literatuur uit. Een van haar meest bekende fondsen is de Gurbe-rige, waarin een groot aantal Friese auteurs is uitgegeven. Daarnaast publiceert het bedrijf boeken over de Friese lokale en regionale cultuur en geschiedenis.
Sinds 2001 is de Friese Pers Boekerij betrokken bij Uitgeverij Noordboek, dat zich richt op uitgaven over Groningen en Drenthe. De Friese Pers Boekerij en Uitgeverij Noordboek maakten deel uit van het NDC/VBK-concern, dat ook de Leeuwarder Courant en het Dagblad van het Noorden uitgeeft. Door samenwerking met journalisten probeerden beide bedrijven waar mogelijk aan te sluiten bij de actualiteit. De uitgegeven publicaties werden niet alleen via boekhandels gedistribueerd, maar konden ook worden betrokken bij een webwinkel.
Eind 2013 nam Arie Krijgsman de uitgeverij over van NDC Mediagroep. In juni 2017 vroeg de eigenaar zelf het faillissement aan. Medio juli 2017 werd bekend dat Bornmeer Friese Pers Boekerij over heeft genomen.